# Anthocoris nemoralis
Espèce
Anthocoris nemoralis est une espèce de petits insectes hémiptères, une punaise de la famille des Anthocoridae.
Long de 4 à 5 mm, c'est un prédateur d'acariens, pucerons et thrips qui est commercialisé à cet effet.